# Agata Romaniuk
Agata Romaniuk (ur. 1978) –  polska pisarka.
Agata Romaniuk jest magistrem socjologii. Stopień doktora nauk społecznych uzyskała w Instytucie Filozofii i Socjologii Polskiej Akademii Nauk. Absolwentka Polskiej Szkoły Reportażu. W 2017 zainicjowała projekt badawczo-reporterski pn. Światła Małego Miasta. Publikuje teksty w Dużym Formacie, Przekroju, magazynie Non/Fiction. Członkini Unii Literackiej.

## Publikacje
- Z miłości? To współczuję. Opowieści z Omanu (2019)
- Kocia Szajka (cykl)
- Proste równoległe (powieść)[5]
- Krótko i szczęśliwie. Historie późnych miłości (2022, ISBN 978-83-67324-97-7)
- Najgorsze randki świata i kilka udanych (2024, ISBN 978-83-68263-32-9)

## Nagrody
- Laureatka Sopockiej Rezydencji Literackiej Pisma[1].

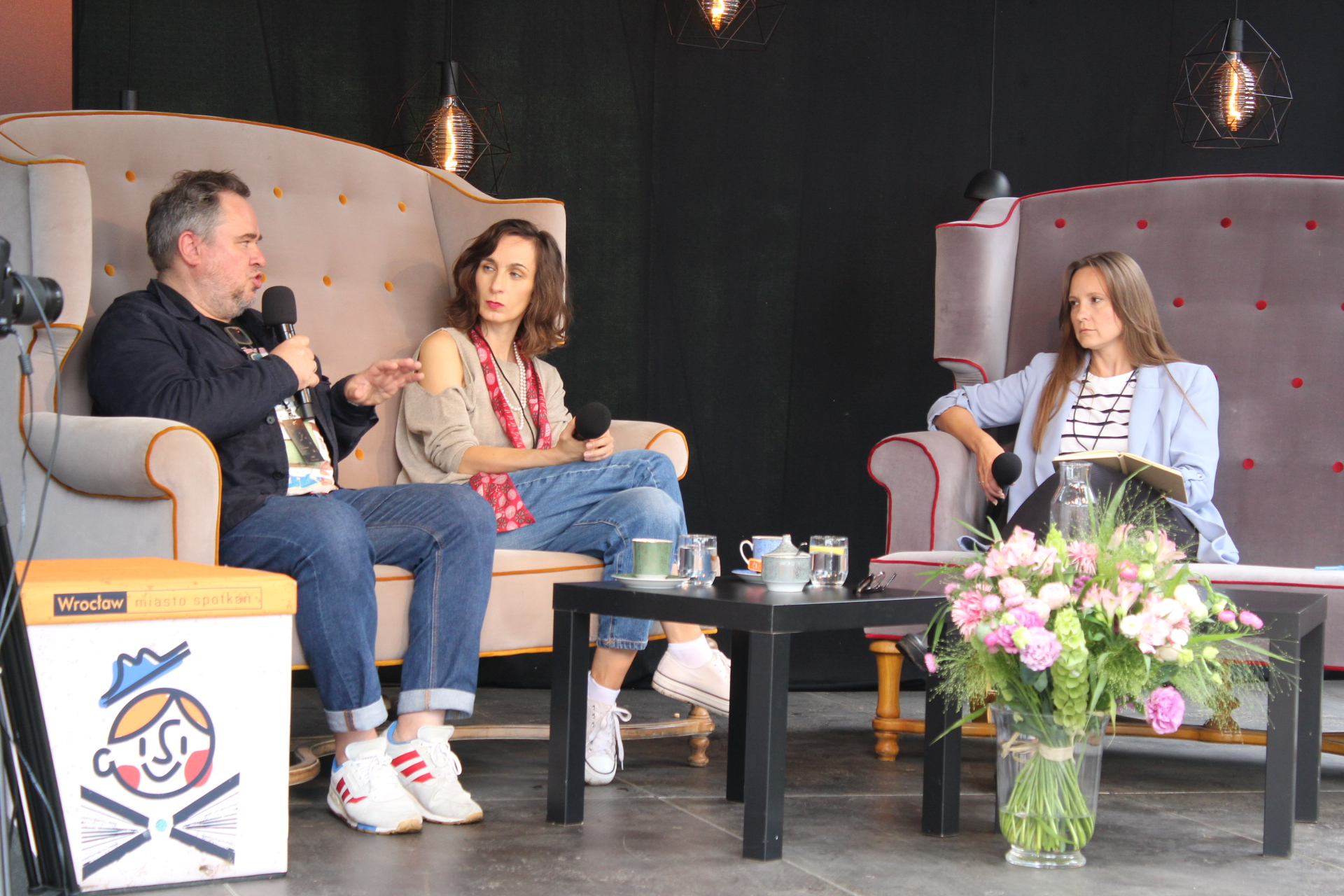
Grzegorz Kasdepke, Agata Romaniuk
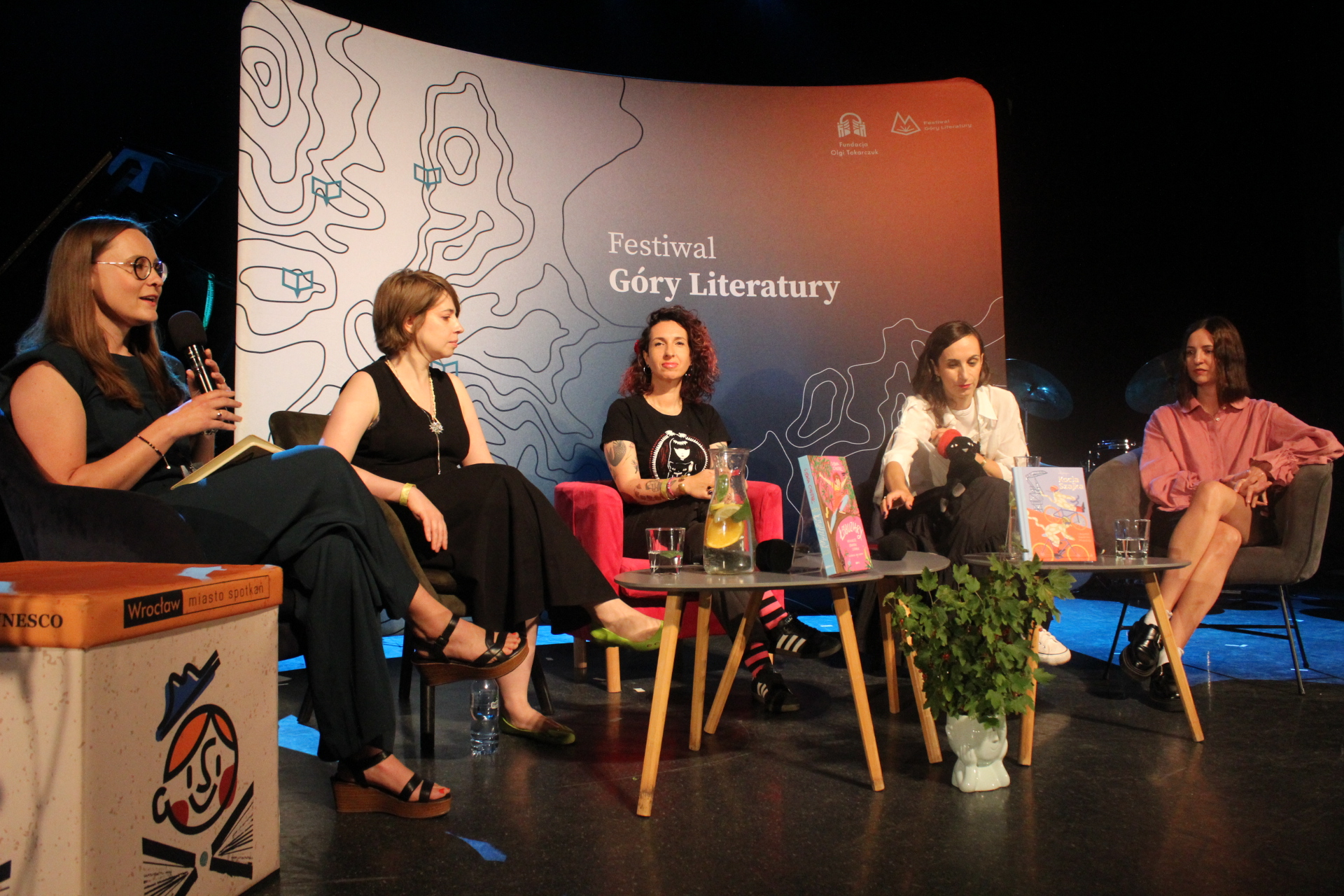
Sylwia Chutnik, Agatą Romaniuk
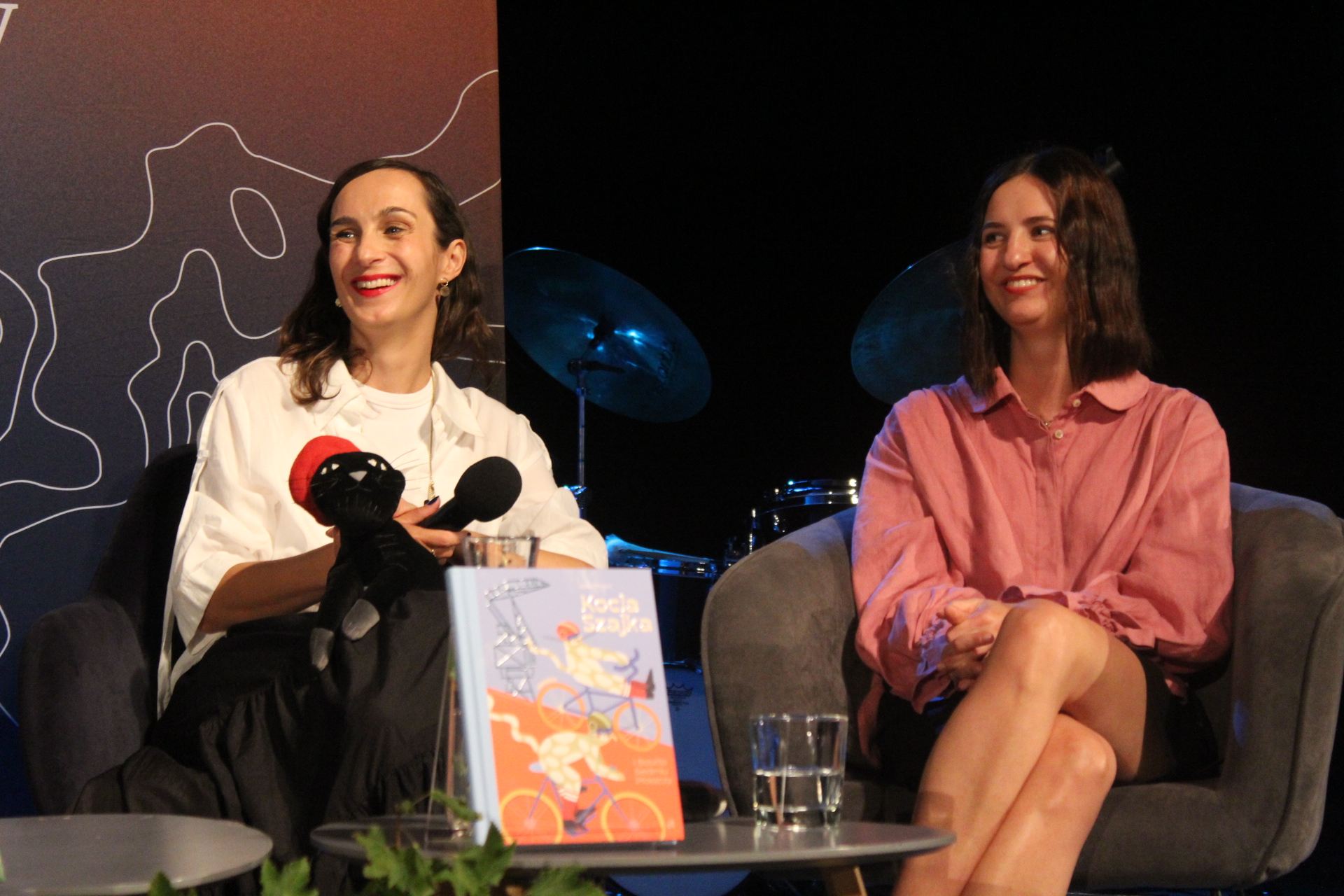
Agatą Romaniuk, Malwina Hajduk